# Neri Marraccini
Neri Marraccini, noto anche Neri Marracini (Cagliari, 22 settembre 1928 – 10 giugno 2011), è stato un politico italiano.

## Biografia
Esponente della Democrazia Cristiana, nel 1961 entra a far parte della giunta comunale di Cagliari, nelle amministrazioni guidate da Giuseppe Brotzu (1961-67) e da Paolo De Magistris (1967-70), ricevendo prima le deleghe in materia di assistenza, beneficenza e turismo (1961-64) e poi quelle relative alla polizia municipale, al traffico e alla viabilità (dal 1964).
Alle politiche del 1968 è eletto alla Camera nel collegio di Cagliari, ottenendo 46.663 preferenze.
Terminato il mandato parlamentare nel 1972, in occasione delle elezioni regionali in Sardegna del 1974 approda in consiglio regionale, restandovi fino al 1979.
Successivamente viene nominato presidente dell'Azienda Consorziale dei Trasporti e della Società di Gestione Aeroporto di Cagliari.
Avvicinatosi all'Udeur, nel 2005 diviene presidente onorario del partito nella provincia di Cagliari.